# Guo Lei
Guo Lei (en chino: 郭磊; Báoding, 26 de abril de 1982) es un deportista chino que compitió en judo. Ganó una medalla de bronce en los Juegos Asiáticos de 2006, y una medalla de bronce en el Campeonato Asiático de Judo de 2009.

## Palmarés internacional
| Juegos Asiáticos    | Juegos Asiáticos | Juegos Asiáticos  | Juegos Asiáticos |
| Año                 | Lugar            | Medalla           | Categoría        |
| ------------------- | ---------------- | ----------------- | ---------------- |
| 2006                | Doha (Catar)     | Medalla de bronce | –81 kg           |
| Campeonato Asiático |                  |                   |                  |
| Año                 | Lugar            | Medalla           | Categoría        |
| 2009                | Taipéi (Taiwán)  | Medalla de bronce | –81 kg           |